# Норден, Арно
Арно́ Домене́к Норде́н (фр. Arnaud Dominique Nordin; род. 17 июня 1998, Париж) — французский футболист, вингер клуба «Майнц 05».

## Клубная карьера
Норден является воспитанником «Сент-Этьена». С 2015 года выступал за вторую команду. Дебютировал за неё 30 августа в поединке против «Понтарле». Всего в дебютном сезоне провёл 17 встреч, забил 2 мяча.
Сезон 2016/17 начал во второй команде «Сент-Этьена». Провёл четыре встречи, после чего был вызван в основную команду. 25 сентября 2016 дебютировал в Лиге 1 поединком против «Лилля», выйдя на замену на 32-й минуте вместо Ронаэля Пьера-Габриэля.